# Athesis colombiensis
Athesis colombiensis är en fjärilsart som beskrevs av William James Kaye 1918. Athesis colombiensis ingår i släktet Athesis och familjen praktfjärilar. Inga underarter finns listade i Catalogue of Life.